# 黑嘉嘉
黑嘉嘉（英語：Joanne Missingham，音譯喬安·密辛漢，1994年5月26日—），是臺灣女子職業圍棋棋士，生於澳洲昆士蘭州布里斯本，為臺灣與澳洲混血，持有中華民國與澳大利亞雙重國籍，目前為台灣棋院職業七段棋士，同時擁有中国棋院職業初段資格。
黑嘉嘉在6歲開始學圍棋，14歲定段成功從而走上職業圍棋道路。最景仰的職業棋士是林海峰。2008年7月，黑嘉嘉在中國大陸第二度挑戰定段賽，取得第2名的成績，獲得職業初段資格。是台灣第一位、也是目前唯一在中國大陸入段的職業女棋士，因選擇保留澳洲國籍與中華民國台湾户籍，沒有申請加入中華人民共和國大陆户籍，也沒有在中國棋院註冊。2010年取得台灣棋院初段資格，在台灣棋院註冊。2012年被選為世界圍棋形象大使，2016年加入種子音樂，開始踏入演藝圈。

## 生平與經歷
其父親埃洛·馬克·密辛漢為澳洲人，母親黑南蘋是臺灣人（祖籍河南），兩人育有兩女，黑嘉嘉為小女兒，生於澳洲。
1998年，全家搬回台灣。1999年，母親買了圍棋跟棋盤，並且教她學五子棋，後來贏了全家人後，有了想學五子棋的念頭，但母親告訴她沒聽過學五子棋的，只聽過學圍棋的。2000年，就讀於台北縣立秀朗國民小學，開始學習圍棋，啟蒙恩師為周可平四段。2001年，小學二年級，已立志當職業棋士，先後放棄鋼琴與琵琶等課程。2002年，由於受到熱播的動畫《棋靈王》影響，於林聖賢老師處學習，對黑嘉嘉的官子助益甚大。
2004年，加入應氏基金會菁英班。代表台灣至日本參加世界業餘混雙大賽。2005年，代表台灣至西班牙參加應氏世界青少年錦標賽。因父親職務變動，離台赴美。由於沒了圍棋老師的指導，只能透過網路自修，後來認識了中國大陸棋手吳鍇，美國時間每週六早上八時接受他的指導。2006年，獲得台灣女子公開賽冠軍。2007年，前往中國大陸武漢學棋二個月，師從阮雲生七段。首次參加中國大陸全國圍棋段位賽，升段失敗，僅以7勝4負獲第20名。
2008年，獲得豐田王座賽大洋洲地區預選賽冠軍。於天津學棋三個月，師從吳鍇三段。7月，第二次參加中國大陸全國圍棋段位賽，以9勝2負獲第2名，取得僅有2席的定段資格，正式成為初段的職業棋士，後來中國棋院考慮到國籍問題等諸多因素，決定讓第3名的王香如遞補，但未取消黑嘉嘉的職業資格。同年，代表澳洲至日本參加豐田盃世界大賽，以及至北京參加世界智力運動會。2009年，於北京中國棋院代訓三個月，獲俞斌九段、王磊八段等多位老師指導，受益匪淺。2010年1月22日，為取得代表台灣參加Pair Go世界混雙賽的資格，台灣棋院特授予黑嘉嘉職業初段。
2010年6月30日，黑嘉嘉返抵台灣，加入廣州亞運台灣圍棋集訓隊。9月14日，首屆蘇州穹窿山兵聖杯世界女子圍棋大賽，獲第2名。10月31日，台灣棋院授予黑嘉嘉晉升職業二段。11月26日，與周俊勳組合搭檔，獲得2010年亞洲運動會圍棋比賽男女混雙第4名。另與謝依旻、張正平兩位聯手，獲得2010年亞洲運動會圍棋比賽女子團體銅牌。當年度入圍台灣體委會「年度新秀運動員」菁英獎。
2011年1月13日，晉升職業五段。打入棋王赛循環圈成为史上第一位女子循環圈晋级者。國手赛循环圈5胜2負創下台灣女職棋循環圈保级先例。
2012年台灣女子棋士代表權排名賽第一名。富業天成海峡圍棋两岸美女對抗賽冠軍。世界北京菁英智力運動會女子個人第四名。5月30日，晉升職業六段。世界智力精英運動會圍棋形象大使。台灣女子棋士代表權排名賽第一名。
2014年1月22日，與中國大陸廈門觀音山女子圍棋隊簽約，參與中国女子围棋甲级联赛。同年3月26日，其母因罹患白血病，在台灣過世。
2015年，加盟韓國女子圍棋聯盟麟蹄降天隊，參與聯賽。

## 升段記錄
- 2008年 初入段（中國棋院）
- 2010年 初入段（台灣棋院）
- 2010年 晉升職業二段
- 2011年 晉升職業五段 （第1屆「穹窿山兵聖杯世界女子圍棋錦標賽」亞軍）
- 2012年 晉升職業六段
- 2015年 晉升職業七段

## 戰績
- 2005年8月，獲得西班牙「應氏青少年錦標賽」季軍。
- 2006年，於12歲獲得「臺灣女子公開賽」冠軍。
- 2008年1月，獲「豐田王座賽」大洋洲地區預選賽冠軍。
- 2009年9月，獲「亞運女子圍棋選拔」入選國手資格；10月10日雙循環賽因故提前對戰，最終以「6勝1負」提前獲正選資格[14]。
- 2010年
  - 3月，獲世界混雙八強資格。
  - 9月，參加首屆蘇州「穹窿山兵聖杯世界女子圍棋錦標賽」並奪得亞軍。
  - 亞洲運動會圍棋賽男女混雙第4名。
  - 亞洲運動會圍棋賽女子團體銅牌。
- 2011年
  - 「感恩杯」新銳磨練賽第四名。
  - 打入棋王賽循環圈，成為史上第一位女子循環圈晉級者。
  - 國手賽循環圈五勝二負創下臺灣女職棋循環圈保級先例。
- 2012年
  - 4月28日，第一屆「天台山世界女子圍棋團體錦標賽」殿軍（第四名）。
  - 臺灣女子棋士代表權排名賽第一名。
  - 富業天成海峽圍棋兩岸美女對抗賽冠軍。
  - 世界北京菁英智力運動會女子個人第四名。
- 2013年
  - 4月28日，第二屆「天台山-葛玄世界女子圍棋團體錦標賽」殿軍。
  - 全國運動會圍棋混雙賽金牌。
  - 全國運動會圍棋女團金牌。
  - 亞洲室內運動會女團銅牌。
  - 第三屆「世界智力精英運動會」男女混雙賽銀牌。
- 2014年
  - 4月27日，第三屆「天台山-葛玄綠茶杯世界女子圍棋團體錦標賽」殿軍。
  - 第四屆「世界智力精英運動會」女子個人賽第五名。
- 2015年
  - 4月1日，第一屆「MDM韓國女子聯賽」冠軍[15]。
  - 5月10日，第四屆「天台山-農商銀行杯世界女子圍棋團體錦標賽」殿軍。
  - 8月19日，臺灣第一屆「女子圍棋最強戰」冠軍。
- 2016年
  - 國際智力（IMSA）精英運動會女子個人賽銅牌。
  - 5月15日，第五屆「天台山-農商銀行杯世界女子圍棋團體錦標賽」季軍。
  - 7月10日，日本東京世界圍棋混雙賽亞軍[16]。
  - 8月26日，臺灣第二屆「女子圍棋最強戰」冠軍[17]。
  - 10月15日，第三屆「福蔭杯國際精銳圍棋對抗賽」團體賽季軍[18]。
- 2017年
  - 第四屆國手山脈國際圍棋大賽混雙賽（陳詩淵九段、黑嘉嘉七段）亞軍
  - 日本東京世界圍棋最強戰混雙賽（陳詩淵九段、黑嘉嘉七段）季軍
  - 臺灣第三屆「女子圍棋最強戰」冠軍
  - 「明月山杯」中日韓女子圍棋爭霸賽 季軍
  - 第二屆國際智力運動協會（IMSA）精英運動會女子團體賽殿軍
  - 第二屆國際智力運動協會（IMSA）精英運動會女子快棋賽殿軍
- 2018年
  - 第一屆扇興杯世界女子圍棋最強戰亞軍
  - 第七屆天台山•森然楊帆杯世界女子圍棋團體錦標賽殿軍
  - 第五屆全羅南道國手山脈國際圍棋賽世界最強戰混雙賽（黑嘉嘉七段、王磊八段中）亞軍
  - 第六屆中信置業杯中國女子圍棋甲級聯賽團體賽亞軍（廈門觀音山隊外援）
- 2019年
  - 第二屆扇興杯世界女子圍棋最強戰季軍
  - 臺灣第五屆「女子圍棋最強戰」冠軍。
  - 國際智力運動聯盟(IMSA)世界大師錦標賽 混雙賽 季軍（與王元均九段搭配）[19]

## 演藝圈
- 2016年12月13日，與種子音樂簽約，進軍演藝圈。[20][21]

### 演出作品
- 2020 消失的情人節 飾演 葉佩雯，郵局櫃員。
- 2020  不讀書俱樂部 飾演 菲菲。
- 2022 初戀慢半拍 飾演 水族館女孩。
- 2023 不良執念清除師 飾演 紋身仕女。
- 2023 忐忑电梯 飾演
- 2024 屁孩不屁孩 飾演
- 2025 舊金山美容院 飾演

### 音樂作品
| 曲序 | 曲目                                 |        | 编曲   | 製作人 | 备注                                                           | 时长 |
| ---- | ------------------------------------ | ------ | ------ | ------ | -------------------------------------------------------------- | ---- |
| 1.   | Go Featchill（與盧廣仲和喬瑟夫合唱） | 盧廣仲 | 盧廣仲 | 鍾成虎 | 發行日期：2022年11月4日 《FeatChill フィーチャ》綜藝節目主題曲 | 2:30 |

#### MV
- 2002 陳小春《下崗一枝花》
- 2003 柯以柔《不說的誓言》
- 2016 吳克群《失速》

#### 長篇電影
- 2020年 《消失的情人節》 飾演 葉佩雯[22][23]
- 2022年 《初戀慢半拍》 飾演 買金魚的女生

#### 迷你劇集
- 2020年  《不讀書俱樂部》 飾演 菲菲[24][25]
- 2023年  《不良執念清除師》 飾演 紋身仕女
- 2024年  《讓我看見你是誰》 飾演 邱儀禎
- 2025年  《微醺大飯店1980s》 飾演

#### 頒獎典禮
- 2020 第57屆金馬獎頒獎典禮擔任電影《消失的情人節》引言人[26]

#### 電視/網路節目
- 2020 日本NHK電視台 「新春スぺシャル囲碁対局 」
- 2020 日本NHK電視台的ETV節目「囲碁フォーカス（圍棋焦點）」，節目固定班底講解圍棋
- 2020 麥卡貝《木曜４超玩》一日系列「一日黑嘉嘉」來賓，講述圍棋相關內容
- 2020 百靈果PODCAST「The KK Show」來賓
- 2020 愛學網直播訪問來賓
- 2021 MOMOTV《藝鏡到底》之《Talk一杯》節目來賓
- 2021 MOMOTV 《大雲時堂》節目來賓(與姊姊)
- 2022 STR Network《FeatChill フィーチャ》，搭檔喬瑟夫、盧廣仲

#### 入圍
- 2020 入選2020年Gen.T 亞洲新銳先鋒[27]

## 外部連結
- 黑嘉嘉的Facebook專頁（繁體中文）
- 黑嘉嘉的Instagram帳戶
- 黑嘉嘉的新浪微博
- YouTube上的黑嘉嘉頻道
- 黑嘉嘉的Blogger部落格
- 台灣棋院-棋士資訊－黑嘉嘉（页面存档备份，存于）（繁體中文）
- LGS傳奇圍棋網－黑嘉嘉（页面存档备份，存于）（繁體中文）
- Sensei's Library－Joanne Missingham （页面存档备份，存于）（英文）